# Arion ponsi
Arion ponsi is een slakkensoort uit de familie van de Arionidae. De wetenschappelijke naam van de soort is voor het eerst geldig gepubliceerd in 2007 door Quintana.